# 란란루

도날드 맥도날드가 루~!(る～！)라고 외치면 위와 같은 포즈를 취한다.

란란루(일본어: ランランルー)는 햄버거 체인 맥도날드의 마스코트 캐릭터인 도날드 맥도날드를 소재로 한 일본 인터넷 패러디이다.

## 개요
패러디는 도날드 맥도날드가 등장하는 일본의 맥도날드 광고를 바탕으로 이루어져 있는데, 광고에는 도날드 맥도날드가 벤치 뒤로 쓰러지거나, 전화에 응답하거나, 거울을 보고 춤을 춘다거나, "란란루"라는 구호를 외치거나 하는 장면이 들어있다.
최초의 패러디는 동방 프로젝트의 음악을 바탕으로 하여 만들어져 일본의 유명한 동영상 사이트인 니코니코동화에 올려져 일본내에서 폭발적인 인기를 끌었으며, 유튜브와 같은 곳으로 전파되면서 전 세계적으로 인기를 끌게 되었다. 이 이후에 수많은 종류의 독창적인 란란루 패러디들이 생기게 되었다.
한국에서는 자살 충동을 일으킨다는 란란루 자살충동 버전이 유명하다. 그러나 실제로 자살 충동을 일으킨다는 근거는 없으며, 해외에서 어린이나 정신병자가 자살했다는 이야기도 거짓이다. 이는 닌텐도 사의 게임 시리즈인 MOTHER의 두 번째 게임 MOTHER 2의 최종보스 기그의 전투 BGM 'Pokey Means Business!'에 도날드를 합친 '맥도날드 가세요'라는 패러디 영상이며, 아무런 문제가 없는 영상이지만 괴상한 소문이 한국에만 퍼진 것이다.

## 기타
대한민국의 맥도날드 밈이 빅맥송이라면, 일본의 맥도날드 밈은 란란루다.

## 같이 보기
- 도날드 맥도날드
- 맥도날드
- 니코니코동화
- 유튜브
- 브레인 로트
- 인터넷 밈 목록